# Robert W. Chambers
Pour les articles homonymes, voir Robert Chambers (homonymie) et Chambers.
Œuvres principales
- Le Roi en jaune (1895)

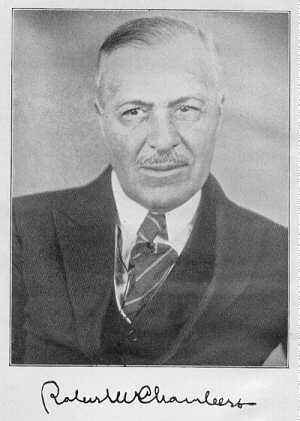
Robert W. Chambers.

Robert Williams Chambers, né le 26 mai 1865 à Brooklyn, et mort le 16 décembre 1933 à New York, est un écrivain américain, célèbre à son époque comme auteur de romans-feuilletons et de best-sellers, et reconnu aujourd'hui comme un des grands noms de la nouvelle fantastique, notamment pour son recueil Le Roi en jaune.

## Biographie
Robert William Chambers naît à Brooklyn le 26 mai 1865, dans une riche famille de l'État de New York (père médecin, frère avocat). Après des études artistiques à l'Arts Students League de New York puis, de 1886 à 1892, à l'Académie Julian à Paris, il travaille comme illustrateur pour quelques grands hebdomadaires (Life et Vogue, entre autres) et commence à écrire. En 1894 il publie un premier roman sur la « vie de bohème », In the Quarter. L'année suivante, son recueil de nouvelles fantastiques Le Roi en jaune rencontre un succès non négligeable. L'ouvrage, où transparaît l'influence de Poe, de Maeterlinck et des décadents parisiens, est jugé morbide, malsain et extravagant par les critiques conservateurs, cependant que d'autres revues littéraires soulignent le talent de l'auteur et lui prédisent une belle carrière.
Devenu écrivain professionnel, Chambers commence à publier nouvelles et romans (sous forme de feuilletons) dans les grands magazines de l'époque, du Harper's au Cosmopolitan en passant par le Saturday Evening Post, avec la collaboration d'illustrateurs parfois aussi célèbres que son ami Charles Dana Gibson. Ses textes sont ensuite rassemblés en volume avant de faire l'objet de réimpressions populaires à bon marché, l'équivalent de nos livres de poche. Ce succès commercial (certains romans comme The Fighting Chance figurent dans la liste des best-sellers de leur décennie) se double d'une ascension sociale impressionnante, symbolisée par une entrée dans le Who's Who et au National Institute of Arts and Letters. Plusieurs de ses romans sont adaptés au cinéma.
En 1933, alors qu'il a publié plus de 90 livres, il décède quelques jours après une opération chirurgicale. Le New York Times et le New York Herald Tribune lui accordent une notice nécrologique. Il est enterré à Broadalbin, petite ville de l'État de New York où se trouve son manoir familial, que l'on peut encore visiter aujourd'hui.

### Influence
Aux États-Unis, Chambers a attiré l'attention de critiques importants et d'écrivains parmi lesquels on peut notamment citer James Blish, Marion Zimmer Bradley et surtout H. P. Lovecraft, qui encense Le Roi en jaune dans son étude Épouvante et surnaturel en littérature (1927). À la suite de son maître, le courant lovecraftien a adopté certaines des composantes de l'univers mythique de Chambers.
Le succès mondial du jeu de rôles L'Appel de Cthulhu à partir des années 1980, a également contribué à entraîner un renouveau d'intérêt pour un certain nombre d'auteurs parmi lesquels Chambers figure en bonne place aux côtés d'Arthur Machen, Algernon Blackwood ou lord Dunsany. 
En France, Chambers demeure peu connu, à la différence d'autres écrivains pourtant proches de lui sur plus d'un point, comme Ambrose Bierce ou Arthur Machen. Cependant, la fin des années 1990 a vu les premiers signes d'un nouvel intérêt : parution chez Chaosium de l'intégrale des récits fantastiques (The Yellow Sign (Chaosium), édité par l'érudit lovecraftien S. T. Joshi); présence de nouvelles de Chambers dans plusieurs publications françaises (revues, anthologies) ; sites Web consacrés à l'auteur ; sortie d'un recueil d'études,  En compagnie du Roi en jaune...

## L'œuvre fantastique
Dans les nouvelles fantastiques de R. W. Chambers se mêlent fantastique, horreur et poésie ; la sensibilité décadente y est particulièrement visible. 
D'autres histoires adoptent un ton nettement plus léger, un humour fantaisiste qui vient pimenter des intrigues à base scientifique.

## Œuvre

### Romans

#### SérieCardigan
- Cardigan (1901) Roman historique se déroulant dans l'Amérique pré-révolutionnaire, aux environs de Broadalbin (demeure de la famille Chambers).
- The Maid-at-Arms (1902)
- The Reckoning (1905)
- The Hidden Children (1914)
- The Little Red Foot (1921)

#### Autres romans
- In the Quarter (1894)
- The Red Republic: a Romance of the Commune (1895)
- With the Band (1896)
- A King and A Few Dukes (1897)
- Lorraine (1897)
- The Witch of Ellangowan (1897)
- Ashes of Empire (1898)
- Outsiders (1899)
- The Cambric Mask (1899)
- The Conspirators (1899)
- The Maids of Paradise (1902)
- Shot Out (1904)
- Iole (1905)
- The Tracer of Lost Persons (1906)
- The Fighting Chance (1906) Roman social sur le divorce dans la haute société. Un des plus gros succès de librairie de Chambers.
- The Younger Set (1907)
- Some Ladies in Haste (1908)
- The Firing Line (1908)
- Special Messenger (1909)
- The Danger Mark (1909)
- The Green Mouse (1910)
- Ailsa Paige (1910)
- The Common Law (1911) Un peintre est amoureux de son modèle, mais celle-ci désire une vie commune hors mariage. Roman au sujet scandaleux à l'époque, l'édition originale est illustrée par Charles Dana Gibson.
- The Adventures of a Modest Man (1911)
- Blue-Bird Weather (1912)
- The Streets of Ascalon (1912)
- The Japonette (1912)
- The Girl Philippa (1916)
- The Dark Star (1917)
- The Barbarians (1917)
- The Laughing Girl (1918)
- The Restless Sex (1918)
- The Moonlit Way (1919)
- In Secret (1919)
- The Crimson Tide (1919)
- A Story of Primitive Love (1920)
- The Slayer of Souls (1920) Il s'agit d'un véritable roman (bien que publié à l'origine en feuilleton) mêlant horreur, action, espionnage et occultisme. Il fait penser à une sorte de version fantastique des romans de Fu Manchu de Sax Rohmer. Œuvre sans originalité, mais distrayante, avec de nombreux rebondissements.
- The Flaming Jewel (1922)
- The Talkers (1923)
- Eris (1923)
- The Hi-Jackers (1923)
- America; or, The Sacrifice (1924)
- The Mystery Lady (1925)
- Marie Halkett (1925)
- The Man They Hanged (1926)
- The Drums of Aulone (1927)
- The Sun Hawk (1928)
- The Rogue's Moon (1928)
- The Happy Parrot (1929)
- The Painted Minx (1930)
- The Rake and the Hussy (1930)
- War Paint and Rouge (1931)
- Gitana (1931)
- Whistling Cat (1932)
- Whatever Love Is (1933)
- Secret Service Operator 13 (1934), publication posthume
- The Young Man's Girl (1934), publication posthume
- The Gold Chase (1935), publication posthume
- Love and the Lieutenant (1935), publication posthume
- Beating Wings (1936), publication posthume
- The Girl In Golden Rags (1936), publication posthume
- The Fifth Horseman (1937), publication posthume
- Marie Halkett (1937), publication posthume
- Smoke of Battle (1938), publication posthume

### Recueils de nouvelles

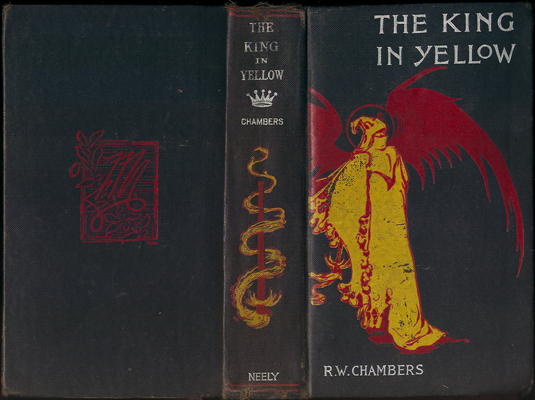
Le Roi en jaune (couverture d'une édition américaine, 1895).

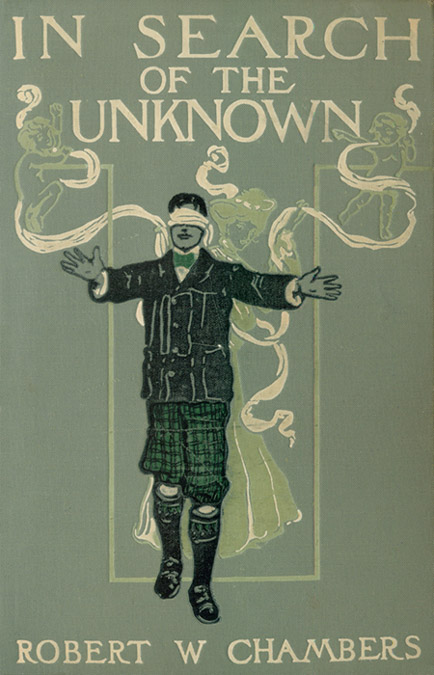
In Search of the Unknown (couverture de la première édition)

- The King in Yellow (1895) Paru en français sous le titre Le Roi de jaune vêtu, Verviers, Marabout. Fantastique no 589, 1976 Paru en français dans une nouvelle traduction intégrale sous le titre Le Roi en jaune, Noisy-le-Sec, Malpertuis, coll. Absinthe, éthers, opiums, 2007 Ouvrage de Chambers le plus connu aux États-Unis, ce recueil est un chef-d'œuvre du fantastique décadent. En France il a fait l'objet que d'une édition tronquée (Le Roi de jaune vêtu, Marabout, 1976), handicapée par une introduction partiale où Chambers est présenté comme un précurseur de H. P. Lovecraft sans plus. Les nouvelles "The King in Yellow" et "The Repairer of Reputations" ont été retraduites pour l'ouvrage Le Cycle de Hastur, paru chez Nocturnes. L'édition parue chez Malpertuis en 2007 propose la première traduction intégrale du recueil.
- The Maker of Moons (1896) Paru en français sous le titre Yue Laou, le faiseur de lunes, Cadillon, Le Visage vert, 2009 Cet épais recueil contient un certain nombre de nouvelles non-fantastiques mineures et trois nouvelles fantastiques qui mélangent horreur et poésie, parmi lesquelles la nouvelle-titre restée célèbre.
- The Mystery of Choice (1897) Recueil de nouvelles fantastiques qui se place juste derrière Le Roi en jaune par sa qualité et son intérêt.
- The Haunts of Men (1898)
- In Search of the Unknown (1904)Robert W. Chambers (trad. de l'anglais par Jean-Daniel Brèque, ill. Marc Brunier-Mestas, édition critique établie par Michel Meurger), En quête de l'inconnu : roman [« In search of the unknown »], Cadillon, Le Visage vert, 2012, 304 p. (ISBN 978-2-918061-18-2)Il ne s'agit plus d'horreur, mais de nouvelles "cryptozoologiques" (un jeune scientifique parcourt le monde sur la trace d'animaux mystérieux) pleines d'humour.
- A Young Man In a Hurry (1904)
- The Tree of Heaven (1907) Nouvelles réunies autour d'un prologue ajouté pour leur donner un semblant d'unité (un mystique formule devant ses amis une série de prophéties, dont les nouvelles montrent la réalisation). La plupart des histoires sont fantastiques ; celles qui ne le sont pas baignent cependant dans la même ambiance.
- The Gay Rebellion (1913)
- The Business of Life (1913)
- Quick Action (1914)
- Anne's Bridge (1914)
- Between Friends (1914)
- Athalie (1915)
- Police!!! (1915) Recueil de nouvelles de la même veine que In Search of the Unknown : un narrateur-personnage principal sert de fil rouge à des nouvelles où l'humour est également présent.
- Who Goes There! (1915)
- The Better Man (1916)

### Littérature d'enfance et de jeunesse
- Outdoorland (1902)
- Orchard-Land (1903)
- River-Land (1904)
- Forest-Land (1905)
- Mountain-Land (1906)
- Garden-Land (1907)

### Autres publications
- D. Osborne, Writer of Romance (1897)
- Curiosities of Angling (1904)
- Fished Out (1904)
- Fly-Fishing (1904)
- Point Shooting (1904)
- Poor Sport Made Better (1904)
- Semi-Tropical Shooting (1904)
- Stag and Roebuck (1904)
- Trout and Grayling in Bavaria (1904)
- My Woman Types (1918)

### Au cinéma
- Son roman Between Friends a été adapté au cinéma en 1924 par James Stuart Blackton sous le titre Between Friends (Échéance tragique en France).
- Son roman The Common Law a été adapté au cinéma en 1916 par Albert Capellani sous le titre La Loi commune, et en 1931 (The Common Law).
- Son roman The Turning Point a été adapté au cinéma en 1920 par J.A. Barry sous le titre L'Eau qui dort (The Turning Point)
- Adaptation de son récit Pickets par Denis Sanders sous le titre A Time Out of War, Oscar du meilleur court métrage de fiction en 1955.